# Coisy
Coisy és un municipi francès situat al departament del Somme i a la regió dels Alts de França. L'any 2007 tenia 284 habitants.

## Demografia

### Població

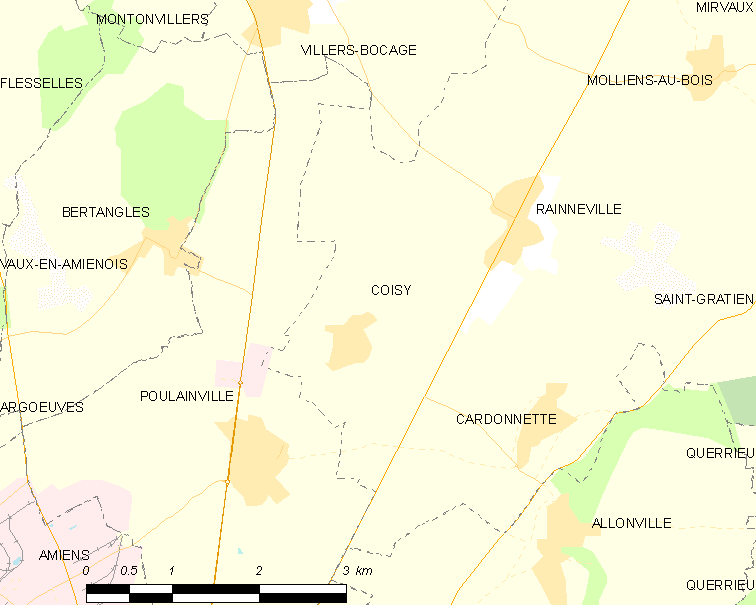

El 2007 la població de fet de Coisy era de 284 persones. Hi havia 106 famílies de les quals 16 eren unipersonals (8 homes vivint sols i 8 dones vivint soles), 35 parelles sense fills, 47 parelles amb fills i 8 famílies monoparentals amb fills.
La població ha evolucionat segons el següent gràfic:
Habitants censats

### Habitatges

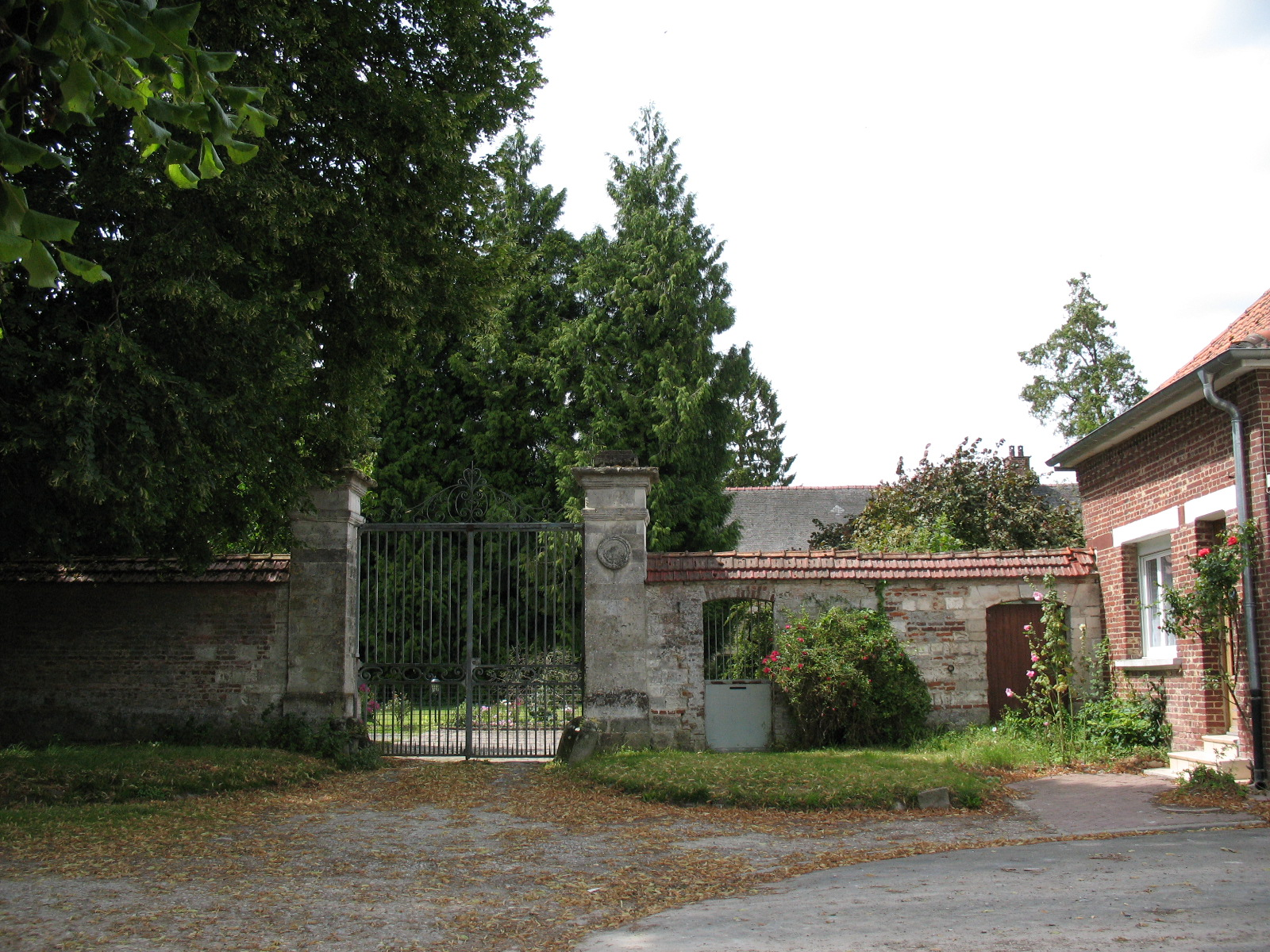

El 2007 hi havia 111 habitatges, 105 eren l'habitatge principal de la família i 6 estaven desocupats. Tots els 111 habitatges eren cases. Dels 105 habitatges principals, 94 estaven ocupats pels seus propietaris, 11 estaven llogats i ocupats pels llogaters i 1 estava cedit a títol gratuït; 1 tenia dues cambres, 3 en tenien tres, 17 en tenien quatre i 85 en tenien cinc o més. 95 habitatges disposaven pel capbaix d'una plaça de pàrquing. A 42 habitatges hi havia un automòbil i a 59 n'hi havia dos o més.

### Piràmide de població
La piràmide de població per edats i sexe el 2009 era:
| Homes | Edats   | Dones |
| ----- | ------- | ----- |
| 0     | 95 o +  | 0     |
| 4     | 90 a 94 | 0     |
| 0     | 85 a 89 | 0     |
| 4     | 80 a 84 | 0     |
| 8     | 75 a 79 | 8     |
| 0     | 70 a 74 | 4     |
| 0     | 65 a 69 | 0     |
| 4     | 60 a 64 | 4     |
| 8     | 55 a 59 | 4     |
| 8     | 50 a 54 | 8     |
| 16    | 45 a 49 | 8     |
| 8     | 40 a 44 | 24    |
| 12    | 35 a 39 | 8     |
| 0     | 30 a 34 | 8     |
| 8     | 25 a 29 | 4     |
| 12    | 20 a 24 | 12    |
| 16    | 15 a 19 | 12    |
| 0     | 10 a 14 | 0     |
| 4     | 5 a 9   | 0     |
| 8     | 0 a 4   | 0     |

## Economia
El 2007 la població en edat de treballar era de 188 persones, 138 eren actives i 50 eren inactives. De les 138 persones actives 132 estaven ocupades (70 homes i 62 dones) i 6 estaven aturades (4 homes i 2 dones). De les 50 persones inactives 23 estaven jubilades, 13 estaven estudiant i 14 estaven classificades com a «altres inactius».

### Ingressos
El 2009 a Coisy hi havia 108 unitats fiscals que integraven 291 persones, la mediana anual d'ingressos fiscals per persona era de 22.391 €.

### Activitats econòmiques
Dels 5 establiments que hi havia el 2007, 1 era d'una empresa de fabricació d'altres productes industrials, 1 d'una empresa de transport, 1 d'una empresa d'informació i comunicació, 1 d'una entitat de l'administració pública i 1 d'una empresa classificada com a «altres activitats de serveis».
L'únic servei als particulars que hi havia el 2009 era una funerària.
L'any 2000 a Coisy hi havia 9 explotacions agrícoles que ocupaven un total de 444 hectàrees.

## Poblacions més properes
El següent diagrama mostra les poblacions més properes.